# Todirești (Vaslui)
Todireşti é uma comuna romena localizada no distrito de Vaslui, na região de Moldávia. A comuna possui uma área de 39.05 km² e sua população era de 3584 habitantes segundo o censo de 2007.